# Chrysophyllum bangweolense
Chrysophyllum bangweolense är en tvåhjärtbladig växtart som beskrevs av Robert Elias Fries. Chrysophyllum bangweolense ingår i släktet Chrysophyllum och familjen Sapotaceae. Inga underarter finns listade i Catalogue of Life.